# Umpah-pah
Umpah-pah va ser un grup de rock de la ciutat de Girona. Encapçalat per Adrià Puntí (veu, lletres i harmònica), acompanyat de Jordi Gimbernat (guitarra), Pau Marquès (guitarra), Joan Solà-Morales (baix), Francesc Terrades (teclats) i Marc Marquès (bateria), el grup es va fundar el 1989 i es va dissoldre el 1996.
El seu primer disc es va titular Raons de pes, el segon Bamboo Avenue (que és el nom del principal carrer de Kingston, la capital de Jamaica, país on van gravar dos videoclips del seu primer disc (els reggaes Bevent passat i La catximba)), i el tercer disc es va titular Bordell, iniciat amb una cançó dedicada a la seva ciutat (Girona) i acabat amb una popular cançó en eusquera Lau teilatu. Abans, però, van treure un CD single de 3 cançons, Borinots, que incloïa una versió (no acústica) de Nina ensucrada, cançó que ja apareix en el seu primer disc. Posteriorment, també han editat treballs en castellà.

## Història del grup (1989-1996)

### Etapa pre-Umpah-pah
Diferents grups i formacions en què van participar els músics, que més endavant formarien d'Umpah-pah:
1986-1988:
- D'una banda, els germans Pau i Marc Marquès, propers guitarra i bateria d'Umpah-Pah, formen Swing Sec, juntament amb Jep Prades, Jordi Bonet (cantant i baixista de Sui Generis) i Carles Alabern (saxo i primer mànager d'Umpah-Pah). Realitzen diversos concerts per les terres gironines i graven dos temes en un disc recopilatori de Banyoles.

1988: 
- D'altra banda, Marc Marquès (bateria), Joan Solà-Morales (baixista), Francesc Terrades (teclista), Jep Prades (guitarra), Carles Alabern (saxo) i el “Pato” (veu), formen la banda Mammi Oplins Band. Els temes propis comencen a agafar més volum als directes tot i que la majoria de temes són versions. L'última actuació realitzada l'agost de 1989, al festival de versions La Nit de la Iguana, celebrat a Blanes.

1988-1989:
- Josep Puntí –que més endavant es farà anomenar Adrià Puntí- i Eduard Canimas, actuen com a duet a diversos bars de Girona. Amb una característica i particular forma de cantar i amb lletres i cançons pròpies, actuen amb un repertori molt variat, molt influenciat per Jaume Sisa i Pau Riba.
- Pau i Marc Marqués, Joan Solà-Morales i Francesc Terrades graven un single amb el grup Set Jam. I, encara, la mateixa banda, sense Terrades, actuen sota el nom de Tremparols.
- Marc Marqués fa de bateria amb Sui Generis.
- El guitarrista Jordi Gimbernat i el baixista Jona Solà-Morales es coneixen tocant a Entremesos Variats.

Tot i el protagonisme de Sopa de Cabra i Sau, molts altres grups gironins van fomentar el rock en català. Gràcies a Swing Sec, Set Jam, Entremesos Variats, Tremparols i, sobretot, la Mammi Oplins Band; l'any 1989, entre un grup d'amics, es creà el que acabaria essent Umpah-pah.

### Etapa Umpah-pah
1989: neix Umpah-pah a Sarrià de Ter, arran de la separació de Mami Oplins Band.
1989: primer concert d'Umpah-pah a la sala Shock de Girona en un concurs de pop rock el qual van guanyar.
1990:
- Abril - Publicació de la maqueta Tomahawk
- 27 d'abril de 1990 - Concert a les Casernes de Girona com a teloners de Sopa de Cabra en la presentació de “LA RODA” causant una excel·lent impressió. – Salvador Escribà es fixa en ells i firmen contracte amb Salseta Discos.
- 9 de juny - Actuació a la “Tarda i nit de Rock” a la Vall de Sant Daniel.
- 22 de juny – primera actuació en solitari a la discoteca Boomerang de Girona.
- 19 de juliol - Concert presentació oficial d'Umpah pah a les escales de la Catedral de Girona.
- 13 d'octubre – concert al Camp Vell de Banyoles

1991:
Gràcies a la publicació de Raons de Pes i aprofitant el gran èxit que tenia la música en català, més de 40 concerts en una temporada. Grans números per uns joves talents que aviat es consagraren al panorama musical català.
- 9 de gener – Actuació a la Sala Zeleste de Barcelona degut a l'última festa de reobertura.
- 21 de gener – Es comença a enregistrar el Raons de Pes als estudis Aura de Barcelona.
- 3 d'abril – Publicació del primer disc Raons de pes
- 12 d'abril – Concert a Cornellà del Terri amb Kitsch.

- 18 d'abril – pressentació a la Sala del Cel
- Concert Antinuclear a la Sala Zeleste amb Sau, Reptilias,La Tentación i la Salseta del Poble Sec.
- Concert a l'Amerock amb Sui Generis i Struggle.
- 13 de juny - Antigues casernes de Girona festa 40 principals amb Tennessee i 972.
- Concert a la sala Boomerang de Girona
- 7, 8 i 9 de juny – Concert a Vilobí Macrofestival de Rock amb Sopa, Sau, Sangtraït, Sui Generis i Jaleo entre d'altres.
- 23 de juliol – macroconcert a Lloret de versions de clàssics. 21 grups més.
- 2 d'agost – concert a Massanes amb Sau i Sangtraït. 1.300 persones.
- 5 d'agost - Viatge a Jamaica per gravar el videoclip de “La catximba i els rostolls de l'Angelina” i “Bevent passat”
- 18 d'agost – Concert a l'AmerRock
- 30 d'agost – Concert a les Gales d'Anglès amb Sopa de Cabra.
- 6 de setembre – concert a Sils amb Sau i Els Pets.
- 10 de setembre – Concert a la Nit de Rock de Torroella amb Sangtraït i Cau de Cuc.
- 20 de setembre – Concert a Santa Coloma de Farners amb 972 i Sui Generis.
- 23 de setembre - Concert a les Festes de la Mercè de Barcelona.
- 13 d'octubre – Col·laboració de Jordi Gimbernat al cinquè aniversari de Sopa de Cabra.
- 17 d'octubre - Una sola cançó amb altres grups al Cop de Rock a la Farga de l'Hospitalet.
- 16 de novembre – Concert al Palau dels Esports amb Bars, Kistch, Tancat per Defunció i Sangtraït.
- 5 de desembre – Concert a Sant Dalmai
- 7 de desembre – Concert a l'Espluga de Francolí
- 14 de desembre – Concert a Solsona
- 21 de desembre – Concert a Roda de Ter/Manlleu
- 28 de desembre – Concert a Empúria-Brava.

1992: 
Amb l'edició del segon LP, molts concerts i bona crítica.
- 4 d'abril – Macroconcert amb Karda Fàstic, Sangtraït, Barri Baix i Els Pets a les Casernes de Girona. 7.000 persones de públic.
- 23 d'abril – Presentació del disc Bamboo Avenue a la plaça Sant Domènec de Girona. Parriana en són els taloners. 2.500 persones de públic.
- 29 de maig – Presentació a la sala 1 de Zeleste del Bamboo Avenue. 2.000 persones de públic.
- Macroconcert al Rock al Port de Sant Feliu de Guíxols amb la Salseta del poble Sec, Quercus, 972, Taxi Tat?, Rock Gaià, Cuñados Violentos, Karda Fàstic i Pere Flipat. 3.500 persones de públic.
- Concert de festa major a Palamós amb Karda Fàstic.
- 22 de juny – Concert a la sala Boomerang de Girona.
- 22 d'agost – Concert a Santa Cristina d'Aro.
- 22 d'agost – Festival de rock de Portbou amb 972, Taxi Tat?, Otus Scops i Camí de Ferro.
- Guanyen un premi Ateneu '92 per l'aportació de novetat al rock català.

1993:
- 6 de maig – Concert a benefici de Metges sense Fronteres al Palau Firal de Girona.
- 3, 4, 5 i 6 de juny – A la sala l'Espai de Barcelona. També es publica el Maxi-single Borinots.
- 19 de juny - Concert a Olesa de Montserrat
- 23 de juny – Festival Nit de Foc i Rock a Santa Coloma de Gramenet amb Sau, Els Pets, Sangtraït, Lax ‘n' Busto, Kitsch, Companyia Elèctrica Dharma, Pau Riba, D'Estranquis, La Gran Aventura, Parking, Tots Sans.
- 14 d'agost – Concert a Castelldefels.
- 19 d'agost – Concert a Deltebre.
- 27 d'agost – Concert a Matadepera.
- 28 d'agost – Concert a Granollers.
- 1 de setembre – Concert a Vilafranca del Penedès.
- 3 de setembre – Concert a Sabadell.
- 4 de setembre – Concert a Anglès.
- 18 de setembre – Concert a Tarragona.
- 1 d'octubre – Concert al Mercat de Música Viva de Vic al “Complex Rock 34″.
- 15, 16 i 17 d'octubre – Tres concerts a Pau, Carcassona i Montpeller (Occitània) com un intercanvi del MMVV.
- 23 d'octubre – Concert a Banyoles amb Zoo-il·lògics.
- 13 de desembre – Guanyen el Premi Nacional de Música 1993.

1994
Tot i una gran crítica dels dos discs publicats alhora, els concerts cada vegada són menys. Tot i així un Premi Ondas destaca al penúltim any de la banda en actiu.
- 27 de gener - Concert a la sala El cargol pelut a Parets del Vallès.[1]
- 14 de febrer – Comença la gravació del tercer disc d'estudi a Madrid.
- 20 d'agost – Concert a Torroella de Montgrí. 3.000 persones de públic.
- 3 de novembre – Guanyadors d'un premi Ondas com a grup revelació espanyol.
- 11 de novembre – Presentació de Bordell i Triquiñuelas al óleo al Teatre Municipal de Girona.
- 12 de novembre – Segon concert de presentació de Bordell i Triquiñuelas al óleo al Teatre Municipal de Girona.
- 20 de desembre – Concert d'Ajuda en Acció al Palau Olímpic Vall d'Hebron amb Sopa de Cabra.

1995: 
Els primers passos per aconseguir un lloc a l'estat espanyol. Madrid, Logronyo, València…
- 15 de gener – Concert a l'Actual'95 de Logronyo.
- 19 de gener – Concert a Madrid a El Sol.
- Concert a la Sala 4 de València.
- 16 de febrer – Concert de presentació de Bordell i Triquiñuelas al óleo a la sala Apolo de Barcelona.
- 21 d'abril – Concert a Girona amb Sui Generis i l'Elèctrica Dharma.
- 20 de maig – Concert a Manresa.
- 8 de juliol – Concert al Festival de Guitarra de Córdoba.
- 25 de juliol – Concert a Formentera.
- 2 d'agost – Participació en el disc d'homenatge a Joan Manuel Serrat.
- 4 d'agost – Concert al BAM per les festes de la Mercè.
- 10 de setembre – Concert a les Festes del Tura amb Tomeu Penya.
- 20 de setembre – Concert al festival Cop de Rock amb Gossos i Lax ‘n' busto.
- 30 de setembre – Concert al Mercat de Música Viva de Vic.

1996: 
Després de la publicació de La columna de Simeón, el nombre de concerts va descendir notablement. Les opinions dels membres de la banda gironina cada cop s'allunyaven més. Finalment, van anunciar la seva dissolució. Una fi amistosa on els propis membres van pensar el següent:
Pau Marquès: «És totalment falsa i encara fa poc que l'he sentida. La veritat és que va coincidir amb una època de vaques magres per al grup i que teníem diferents maneres de veure les coses. Però no hi havia dos punts de vista sinó diversos. Ho vam deixar estar per cansament i va ser una decisió col·lectiva. Segurament, si haguéssim tingut un bolo cada setmana, la mateixa dinàmica de les actuacions hauria fet que ni ens ho plantegéssim. La millor prova que vam acabar bé i que no hi havia dos bàndols és que al cap de poc tots cinc músics vam coincidir en el grup Freegees.»
Francesc Terrades: «El “rock català” anava de baixa, els ajuntaments no muntaven aquells grans festivals que els feien guanyar tants calés, ja fos amb la venda d'entrades o amb les barres. Molts cops per poder actuar t'havies d'autollogar. I érem un grup gran, amb sis components i sis punts de vista. En vam parlar i entre tots vam decidir plegar. Potser podríem haver durat més, però vam prendre una decisió meditada, no pas a la baliga-balaga. Tot ens va venir molt de cop i molt ràpid. Començar a pujar a escenaris i veure tanta gent quan només havíem tocat en bars, compartir cartell amb bandes que poc abans no teníem calés per anar-los a veure… Va ser impressionant.»
Jordi Gimbernat: «No hi va haver un motiu sol per plegar, sinó un cúmul de circumstàncies. Cadascú tenia els seus motius, alguns dels quals eren coincidents en més d'un. Van caure gotes i el got va vessar. Vam saber deixar-ho de manera amistosa i en un bon moment. Diuen que una retirada a temps és una victòria.»
Joan Solà-Morales: “Hi havia desavinences dins el grup i vam decidir tallar-ho. Estic content de com va anar, perquè vam saber ser sincers a l'hora de posar-hi el punt final i no ho vam fer malament. Vaig tenir la sort d'estar en una història com aquesta.”
Marc Marquès: «Va ser una llàstima, perquè si la gent ens hagués entès potser encara estaríem tocant. Però vam acabar bé i era el moment de plegar. Ho vam decidir per unanimitat i ho vam fer sense mals rotllos.»

## Homenatge
El 30 de novembre de 2009, per celebrar el 20è aniversari del seu primer concert, a la Fira de Sant Narcís, de Girona, va sortir a la venda el disc Més raons de pes. El tribut a Umpah-Pah, format per disset cançons en català i castellà que interpreten músics espanyols admiradors declarats del grup, com Bunbury, Iván Ferreiro, Amparanoia i Shuarma, grups de rock independent alternatius, com Love of Lesbian, Mishima i Egon Soda, i cantants gironins.

## Discografia
- Tomahawk (1990) (Maqueta)
- Raons de Pes (1991)
- Bamboo Avenue (1992)
- Borinots (1993)
- Bordell (1994)
- Triquiñuelas al óleo (1994)
- La Columna de Simeón (1996)
- Més raons de pes. El tribut a Umpah-Pah (2009, diversos autors versionant temes d'Umpah-pah)